# Clase Baden-Württemberg
Las F125 Baden-Württemberg son una serie de fragatas de la Marina alemana, que fueron diseñadas y construidas por ARGE F125, un empresa conjunta de ThyssenKrupp y Lürssen. La clase Baden-Württemberg tiene el mayor desplazamiento de cualquier clase de fragata en todo el mundo. Reemplazaron a la clase Bremen.

## Diseño

### Historia
En contraste con la clase Bremen, que fue construida teniendo en cuenta los escenarios de la Guerra Fría, las fragatas clase Baden-Württemberg tienen capacidades de ataque terrestre mejoradas. Esto se adaptará mejor a las fragatas en misiones futuras de mantenimiento de la paz. Por tales razones, las fragatas también montarán armas no letales.

### Características generales

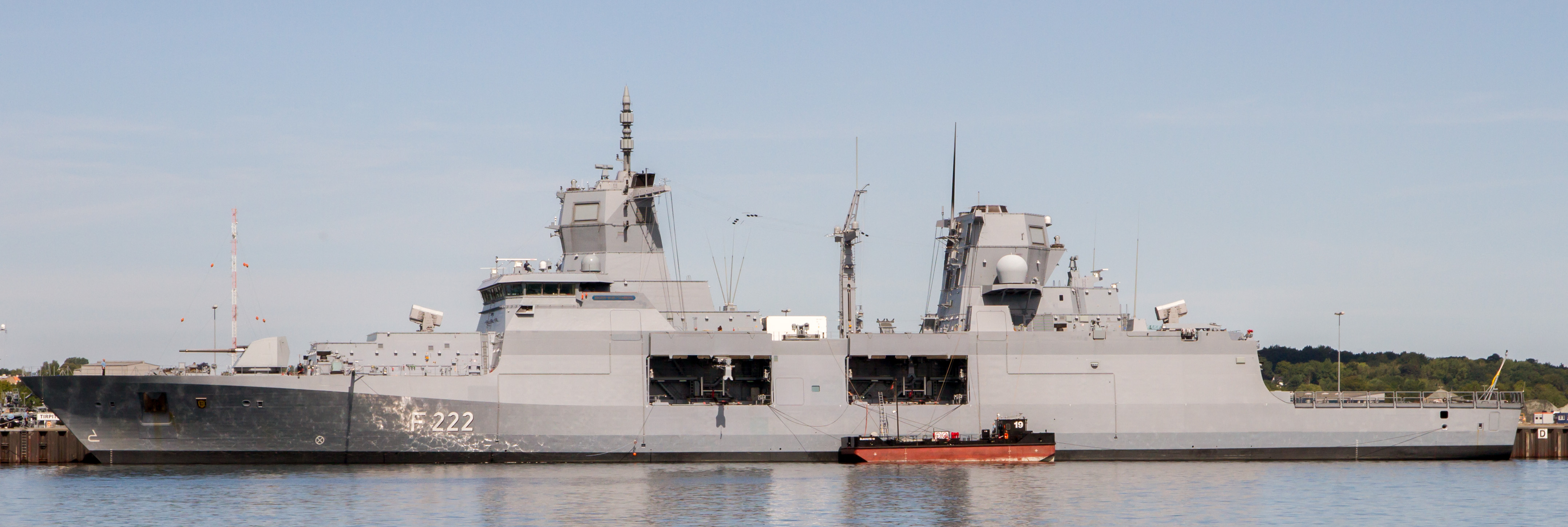
La Baden-Württemberg (F 222) vista de perfil, donde se pueden apreciar los compartimentos del buque.

Los principales objetivos de diseño son señales de radar, infrarrojas y acústicas muy reducidas (tecnología sigilosa), algo que se introdujo en la Marina alemana con fragatas Clase Brandenburg y se desarrolló aún más con las Clase Sachsen y las corbetas Clase Braunschweig.
Otros requisitos importantes son los largos períodos de mantenimiento: es posible desplegarlas hasta por dos años lejos de los puertos de origen con un tiempo promedio de operación en el mar de más de 5,000 horas por año, que incluye operaciones en condiciones tropicales. Por esta razón, se eligió un motor diésel eléctrico y de gas. Esto permite la sustitución de grandes motores diésel por propulsión y juegos de generadores diésel para la producción de energía eléctrica con un grupo de generadores diésel de tamaño mediano, lo que reduce la cantidad de motores diferentes necesarios.
Para mejorar la capacidad de supervivencia de las fragatas, se establecieron sistemas importantes según el principio de "dos islas", es decir, se presentan al menos dos veces en diferentes lugares dentro de la nave. Esto también es visible en las superestructuras, que se dividen en dos puentes de proa piramidales más grandes. Las antenas Cassidian TRS-4D del radar de matriz escaneada electrónicamente activa se distribuirán entre las dos pirámides. Esto asegura que la nave permanezca operativa en caso de daños severos, como accidentes o acción del enemigo. También permite las fragatas mantener la estación si es necesario cuando algo se descompone y no hay reemplazo disponible.
La armada alemana ordenó un lote inicial de cuatro fragatas el 26 de junio de 2007. El lote inicial de cuatro barcos costó alrededor de 2,2 mil millones euro s. En abril de 2007, se firmó un contrato con Finmeccanica para la entrega de cañones Otobreda 127/64, así como torretas ligeras de control remoto. El cañón inicialmente considerado fue el MONARC 155 mm, así como el lanzamisiles naval GMLRS, pero finalmente se rechazaron debido a problemas con la navegación de sus sistemas terrestres. El acuerdo con Oto Melara se volvió oportuno, porque Alemania aún tenía obligaciones comerciales con Italia, ya que ésta había comprado dos submarinos de clase U212A Tipo 212.
Las fragatas de clase Baden-Württemberg están equipadas con diez cañones para la defensa contra objetivos aéreos y de superficie. Las embarcaciones también están armadas con armas no letales, tales como cañones de agua y reflectores para la disuasión y de defensa no provocativas.

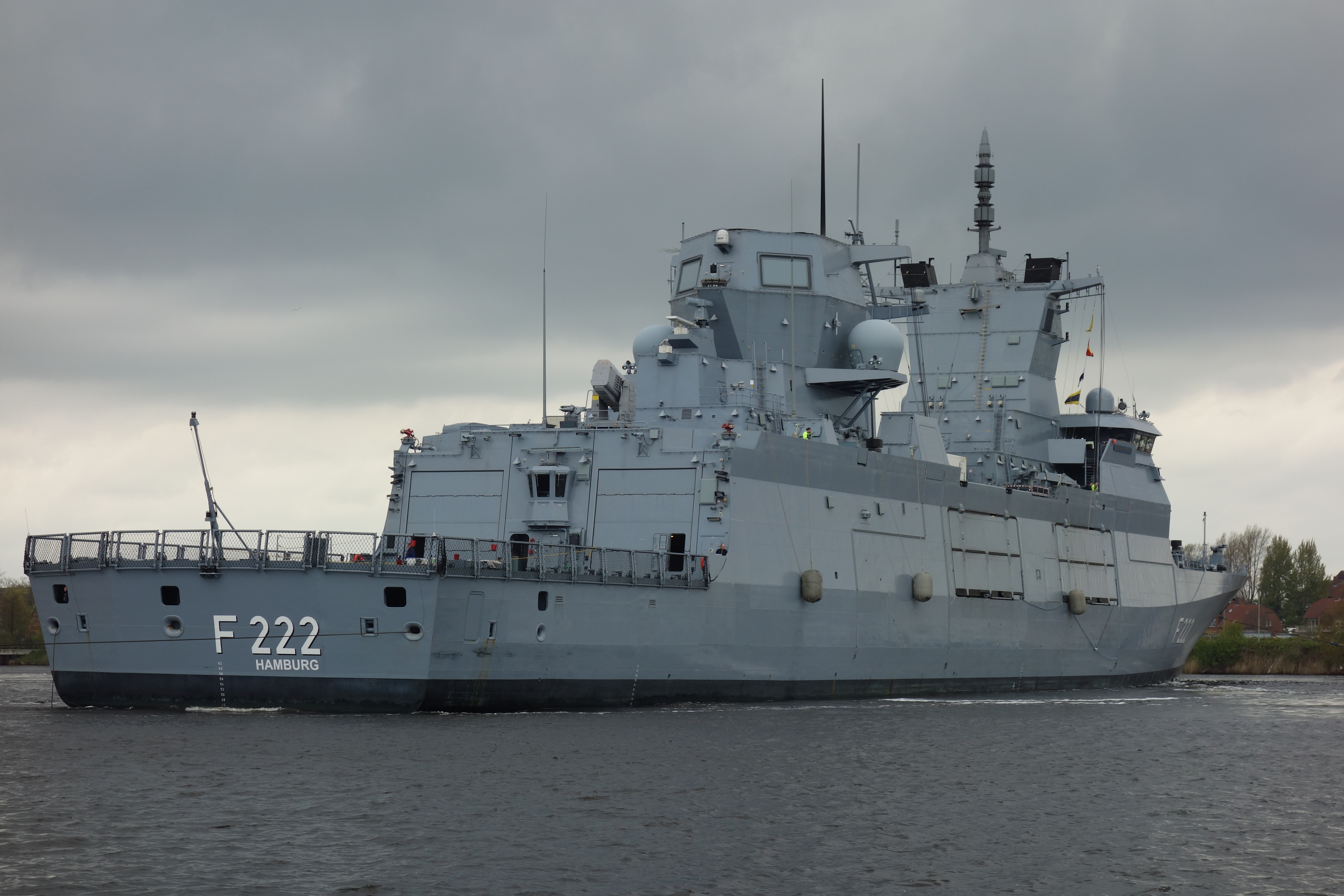
Parte trasera de la Baden-Württemberg

### Problemas
Las fragatas actualmente tienen varios problemas. Estos problemas incluyen una inclinación de 1.3 ° a estribor y el hecho de que el barco tiene un sobrepeso dramático, lo que limita su rendimiento, aumenta su costo de operación y lo que es más importante, afecta negativamente la capacidad de la Marina alemana para agregar futuras actualizaciones al barco que está escasamente equipado. Además, también hay problemas con la sala de operaciones de la fragata desde donde se controla la nave altamente automatizada. Como resultado, la agencia de adquisiciones de defensa alemana BAAINBw se ha negado a encargar las Baden-Württemberg. Esta es la primera vez en la historia naval alemana que BAAINBw se niega a encargar un barco y lo devuelve a su constructor. En mayo de 2019 se entrega de nuevo a la Marina Alemana tras solucionar sus problemas si bien se le realizarán pruebas de funcionamiento durante siete semanas, con vistas a su admisión definitiva en el servicio activo.

## Unidades
| Número | Nombre              | Astillero                   | Puesto en grada        | Botado                  | Entregado           | Estado             |
| ------ | ------------------- | --------------------------- | ---------------------- | ----------------------- | ------------------- | ------------------ |
| F222   | Baden-Württemberg   | ThyssenKrupp Marine Systems | 2 de noviembre de 2011 | 12 de diciembre de 2013 | 17 de junio de 2019 | En servicio activo |
| F223   | Nordrhein-Westfalen | Lürssen                     | 24 de octubre de 2012  | 16 de abril de 2015     | 10 de junio de 2020 | En servicio activo |
| F224   | Sachsen-Anhalt      | ThyssenKrupp Marine Systems | 4 de junio de 2014     | 4 de marzo de 2016      | 17 de mayo de 2021  | En servicio activo |
| F225   | Rheinland-Pfalz     | Lürssen                     | 29 de enero de 2015    | 24 de mayo de 2017      | 13 de julio de 2022 | En servicio activo |

## Fragatas similares
- Clase Tipo 26, diseño británico equivalente.
- Clase FREMM, colaboración franco-italiana.
- Clase Iver Huitfeldt, diseño danés de desplazamiento similar.
- Clase Álvaro de Bazán, diseño español similar a las Fridtjof Nansen noruegas.
- Clase Fridtjof Nansen hispano-noruega, desarrollo de las Álvaro de Bazán, de menor tamaño.